# Caragana soongorica
Caragana soongorica är en ärtväxtart som beskrevs av Valery Ivanovich Grubov. Caragana soongorica ingår i släktet karaganer, och familjen ärtväxter. Inga underarter finns listade i Catalogue of Life.